# آی‌ان‌اس پراهار (کی۹۸)
آی‌ان‌اس پراهار (کی۹۸) (به انگلیسی: INS Prahar (K98)) یک کشتی بود که طول آن ۵۶ متر (۱۸۴ فوت) بود.